# Szczudłak białobrewy
Szczudłak białobrewy (Himantopus himantopus mexicanus) – podgatunek szczudłaka zwyczajnego, średniej wielkości ptaka z rodziny szczudłonogów (Recurvirostridae). W wielu źródłach jest opisywany jako osobny gatunek. Zamieszkuje Amerykę Północną i Południową. Nie jest zagrożony wyginięciem.

## Taksonomia
Pierwszy opis taksonu zgodnie z zasadami nazewnictwa binominalnego sporządził Philipp Ludwig Statius Müller w 1776 roku. Autor nadał mu nazwę Charadrius Mexicanus, a jako miejsce typowe wskazał Meksyk. Obecnie takson ten umieszczany jest w rodzaju Himantopus.
Wiele źródeł uznaje szczudłaka białobrewego za podgatunek szczudłaka zwyczajnego (Himantopus himantopus), nadając mu nazwę H. himantopus mexicanus; tak klasyfikowany jest m.in. na Kompletnej liście ptaków świata czy na liście opracowywanej przy współpracy BirdLife International z autorami Handbook of the Birds of the World. Status odrębnego gatunku ma m.in. w „Encyklopedii ptaków świata” Davida Aldertona, według American Ornithologists’ Union (AOU) czy IOC. W przypadku gdy szczudłak białobrewy traktowany jest jako odrębny gatunek, za jego podgatunek uznawana jest populacja szczudłaka zwyczajnego z Hawajów (H. h. knudseni – szczudłak hawajski), a w ujęciu systematycznym zastosowanym na Clements Checklist of the Birds of the World – także H. h. melanurus (szczudłak obrożny) ze środkowej i południowej części Ameryki Południowej.

## Występowanie
Występuje na rozległych obszarach Ameryki Północnej i Południowej – od zachodnich i południowych USA przez Amerykę Środkową (w tym Karaiby) po Ekwador, Peru i północno-wschodnią Brazylię); ponadto na wyspach Galapagos i Hawajach. Północne populacje są wędrowne. W ujęciu systematycznym obejmującym podgatunek melanurus zasięg rozciąga się dalej na południe po Chile i Argentynę.

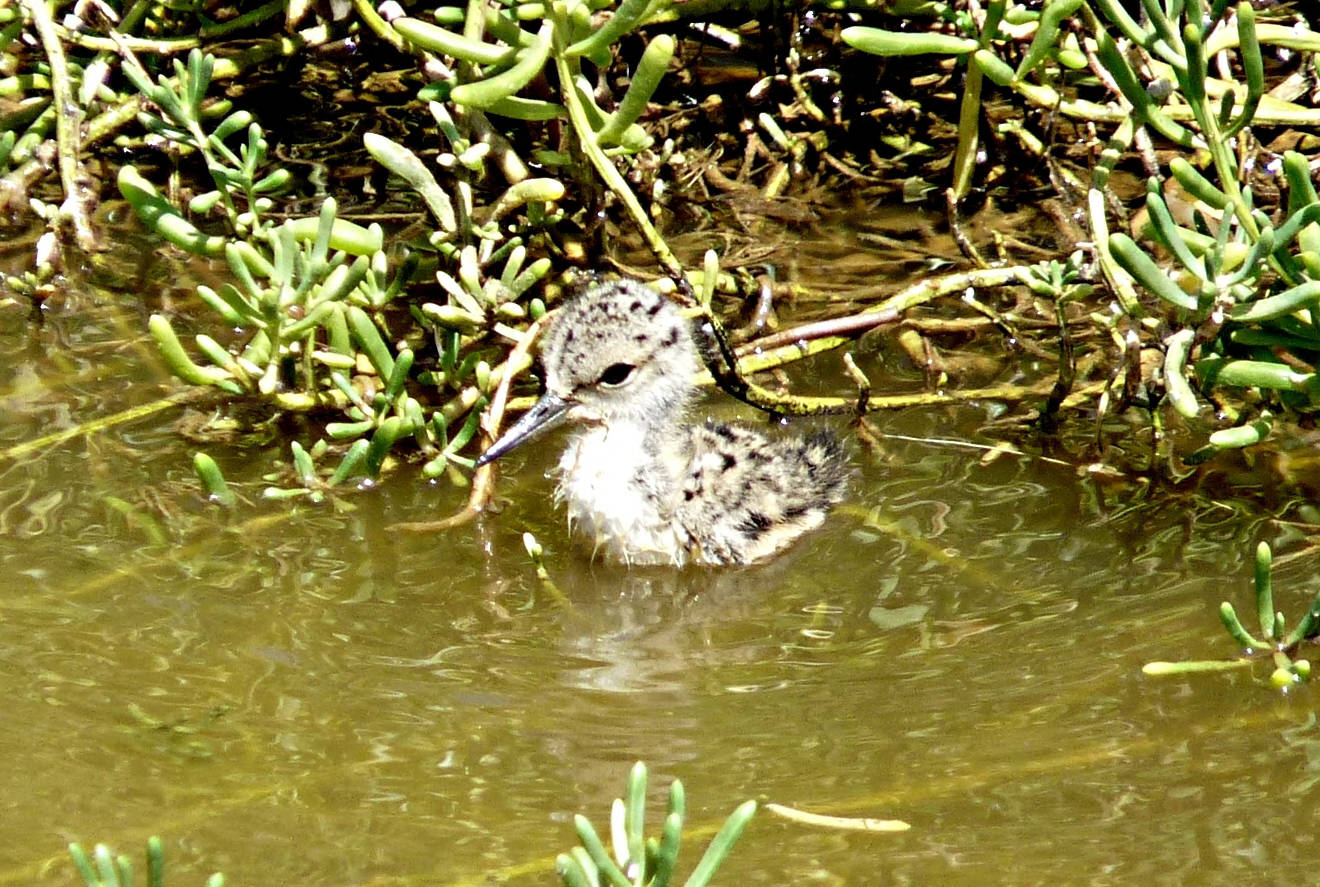
Pisklę podgatunku knudseni

## Morfologia
Długość ciała do 41 cm. Posiada długie, różowe lub czerwone nogi i szydłowaty czarny dziób. Samiec ma błyszczący wierzch ciała z białymi plamami u podstawy dzioba nad okiem. Samice mają brunatną górną część ciała. Młode ptaki mają skrzydła brązowe.

## Ekologia i zachowanie
Występuje blisko bagien, łąk, wybrzeży i na innych terenach blisko zbiorników wodnych.
Gatunek głównie drapieżny, odżywia się bezkręgowcami wodnymi, skorupiakami, nasionami, małymi rybkami i okazjonalnie motylami.
Gniazdo to zagłębienie w ziemi wyścielone trawą, do którego samica składa od 3 do 4 żółtozielonych jaj i je wysiaduje.

## Status
Od 2014 roku szczudłak białobrewy traktowany jest przez Międzynarodową Unię Ochrony Przyrody (IUCN) jako podgatunek szczudłaka zwyczajnego, który klasyfikowany jest jako gatunek najmniejszej troski (LC, Least Concern). Przed połączeniem tych taksonów IUCN klasyfikowała szczudłaka białobrewego (z melanurus jako podgatunkiem) jako gatunek najmniejszej troski, a trend jego liczebności uznawała za stabilny.